# Hugo Descat
Hugo Descat (født 16. august 1992 i Paris) er en fransk håndboldspiller, som spiller for den ungarske klub Veszprém KC.
Descat spiller også for det franske landshold og fik sin mesterskabsdebut under håndbold-VM 2021.